# Abbaye Notre-Dame d'Igny
L’abbaye Notre-Dame d'Igny est un monastère de moniales cisterciennes situé sur la commune d'Arcis-le-Ponsart dans le département de la Marne (France). Fondée en 1127 par des moines venus de Clairvaux l'abbaye connut trois fois la destruction. Chaque fois elle est reconstruite. Supprimée par le pouvoir révolutionnaire en 1790 - et ses derniers moines expulsés - l'abbaye reprend vie en 1929 -  et l'office divin rétabli - avec l'arrivée de moniales cisterciennes de Laval. Elle est toujours 'vivante'.   
À son âge d'or elle fut surnommée l’« abbaye des Saints », étant donné la vitalité religieuse et mystique de ses moines.

## Historique

### Fondation
En 1126, l'archevêque de Reims, Rainaud II de Martigny, fait donation à l'abbé de Clairvaux de terrains au dit lieu d'Igny pour y fonder une abbaye cistercienne en remerciement du rétablissement de la paix dans son diocèse. André de Baudement, comte de Braine, donna Resson à l'abbaye. En 1127, la charte de fondation est signée. Le 12 mars 1128, sous la direction du premier abbé Humbert, les douze premiers moines arrivent de Clairvaux et fondent l'abbaye cistercienne dite l’« abbaye des saints », au creux d’un vallon du Tardenois.

### Une rapide prospérité
À la suite des nombreuses donations des seigneurs de la région, et en particulier ceux de Braine, de Châtillon et d'Arcy, l'abbaye connait un développement rapide. En 1135, ce développement permet à l'abbé Humbert la création de l’abbaye Notre-Dame de Signy, à Signy, dans le Porcien.
En 1138 l'abbé Humbert démissionne afin de retourner à l'abbaye de Clairvaux où il meurt en 1148. Il est remplacé par Guerric, plus connu sous le nom de Guerric d'Igny. En 1148 la grande prospérité de l'abbaye permet la création d'abbayes filles à La Valroy (Saint-Quentin-le-Petit) dans le Rethelois, et en 1152 la création de l'abbaye de Bonnefontaine à Blanchefosse-et-Bay dans les Ardennes. L'abbaye compte jusque trois cents moines. Le 11 août 1157, l'abbé Guerric d'Igny meurt,  laissant le souvenir d'un prédicateur renommé. Ses écrits sont des classiques de spiritualité cistercienne. Il est élevé au rang de bienheureux, et ses reliques sont toujours vénérées à Igny.
Le 26 novembre 1199 dom Julien fait confirmer les biens et privilèges de l'abbaye par le comte Thibaut III de Champagne et par le pape Innocent III. Entre 1205 et 1232, dom Nicolas poursuit l'extension de l'abbaye.

### Les difficultés de la fin du Moyen Âge
Entre 1270 et 1345, les donations se font plus rares et le recul des recrues et la décadence s'amorcent. La guerre de Cent Ans plonge l'abbaye Notre-Dame d'Igny dans une misère extrême.
Vers 1350, dix-sept granges sont exploitées à : Montaon à Dravegny,, Longueville, Monthazin, Resson, Villardelle, Party et Voisin. L'abbaye possède également de nombreuses propriétés isolées, dans plus de 50 localités.
En 1378, le monastère effectue des restaurations grâce aux donations de Gaucher de Châtillon. Le 31 octobre 1380, Charles VI de France s'y arrête avant son sacre.
Après avoir perdu sa femme en 1448, Thibaud de Luxembourg, futur évêque du Mans ainsi que cardinal, devint moine puis abbé de cette abbaye. En 1464, neuf granges sont encore exploitées.

### L'instauration de la commende et la crise
Le 12 janvier 1545, un arrêt royal instaure le régime de la commende à Igny. Louis de Folligny devient premier abbé des 72 religieux encore en place. L'instauration du régime de la commende marque le début d'une déchéance rapide de l'abbaye.
De 1562 à 1598, pendant les guerres de Religion, les Huguenots font des ravages et pillent l'église.
En 1627, il y a encore onze moines.  De 1635 à 1659, pendant la guerre de Trente Ans puis la Guerre franco-espagnole, l'abbaye est pillée par les Espagnols. En 1650, les troupes espagnoles brûlent la grange de Longeville. En 1653 il ne reste plus que neuf moines.
Au XVIIe siècle Il y a une douzaine de religieux. En 1733, l'abbatiale est détruite et remplacée par une nouvelle église. En 1741 il ne reste que cinq moines. En 1789, la nouvelle église est achevée ainsi que la majorité des nouveaux bâtiments. Jean Charles de Coucy, chanoine de la cathédrale de Reims avait reçu la commende de l'abbaye en 1777.

### La Révolution
Le 13 février 1790,  tous les couvents de France sont supprimés. L’inventaire est effectué à Igny en mars 1790 . Il ne reste plus que quatre moines dans l’abbaye. Le 20 mars 1791, l'abbaye est supprimée, le domaine est dispersé, et devient bien national. Le  5 avril 1791 : les six moines qui demeuraient encore à Igny doivent partir. Les bâtiments monastiques et trois granges sont achetés par la famille Raison de Reims qui s'établit à Igny.

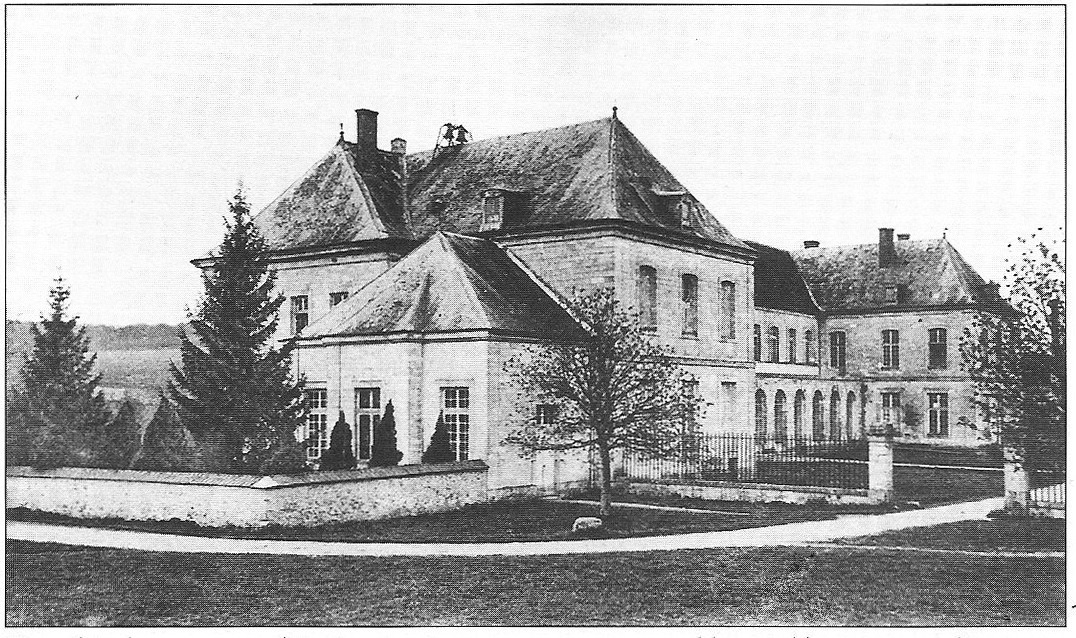
Carte postale de l'abbaye, la façade nord telle qu'en fin XIXe siècle.

### La restauration de la vie monastique
Le 28 décembre 1875, monseigneur Benoît-Marie Langénieux, archevêque de Reims, rachète le domaine et l'ensemble des bâtiments subsistants de l'ancienne abbaye dans l'espoir d'y rétablir la vie monastique. En effet ceux-ci avaient été assez bien conservés. Le 1er janvier 1876, dom Étienne autorise vingt-trois trappistes de l'abbaye Sainte-Marie-du-Désert (diocèse de Toulouse) à s'installer au prieuré d'Igny. Le 21 septembre 1876,  l’église est consacrée.
Un orphelinat agricole est ouvert en 1877, mais qui ne durera que jusqu'en 1891. Neuf ans plus tard, en 1886, les travaux terminés, Notre-Dame d'Igny redevient une abbaye. En 1884, dom Augustin Marre installe une petite chocolaterie, qu'il rebâtit plus grande et plus moderne à l'extérieur de l’enceinte du monastère ; au plus fort du succès, plus de 70 ouvriers y travaillent.
En 1914, l'abbaye ne compte plus que vingt-deux membres. En septembre, les Allemands pillent la chocolaterie. En octobre, l'abbaye est transformée en hôpital pour contagieux. En mai 1918, l’abbaye est évacuée lors de la seconde bataille de la Marne. Lors de leur retraite les Allemands font sauter l’abbaye, car l’ordre est de détruire toutes les maisons de belle apparence.

### Les Bernardines
De 1927 à 1929, l'abbaye est reconstruite en s'inspirant de l'architecture de l'abbaye de Loc-Dieu. Le 29 novembre 1929, l’abbaye accueille sa nouvelle communauté, des moniales cisterciennes de l'abbaye Notre-Dame de la Coudre, à Laval. En 1938,  la communauté compte soixante sœurs, nombre qui monte à 72 sœurs en 1970.
En 2008,  d'importants travaux de modernisation et d'aménagement sont lancés. La même année, lors du chapitre général, la décision est prise d'unir les trois communautés d'Igny, de la Grâce-Dieu et de Belval sous l'égide d'une administratrice. Par la suite, la communauté d'Ubexy se joint au projet. La nouvelle communauté ainsi créée prend le nom d'abbaye Notre Dame du Val d'Igny. En 2011, les quatre communautés s'installent dans l'abbaye Notre Dame du Val d'Igny rénovée.

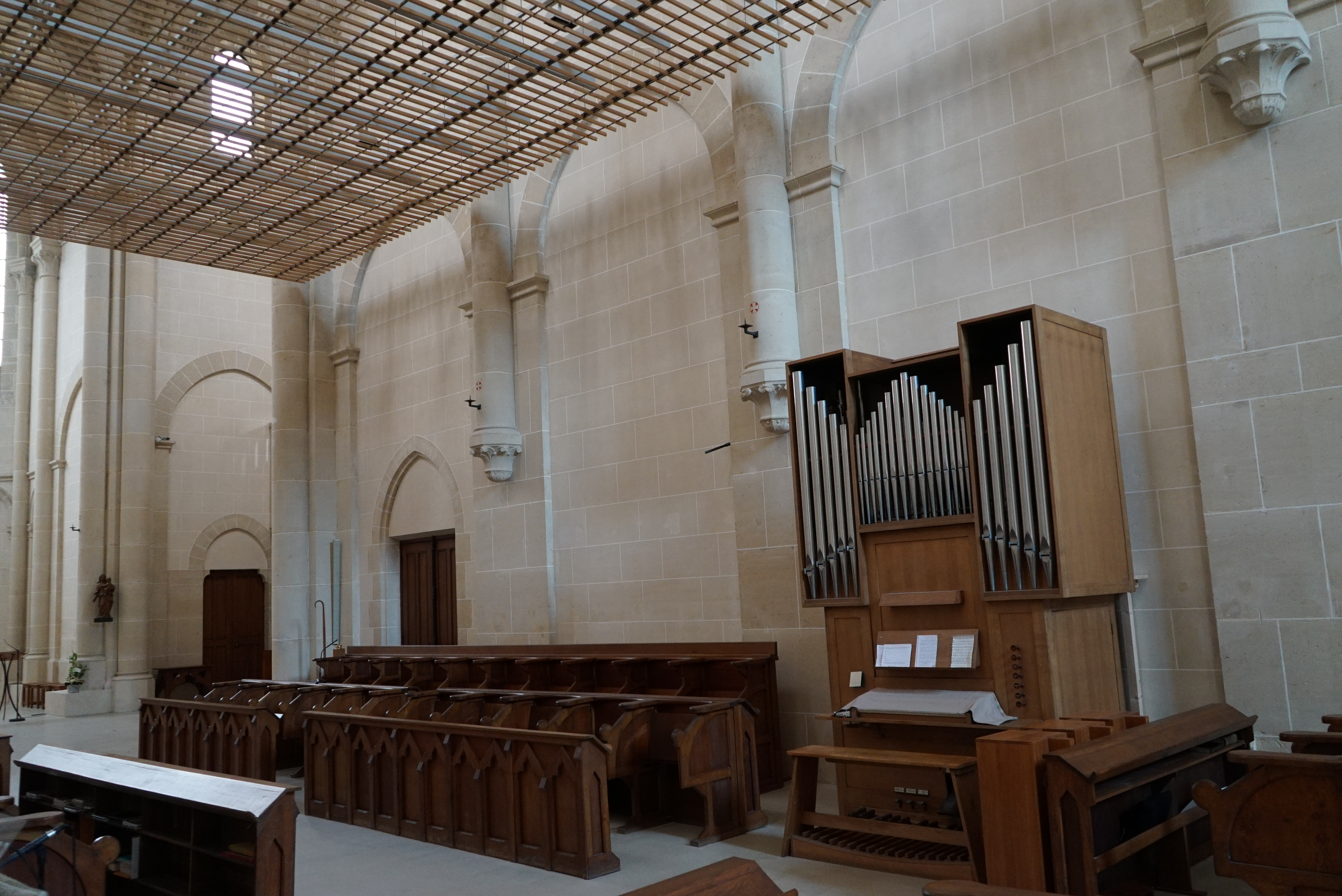
Orgue de l'église,
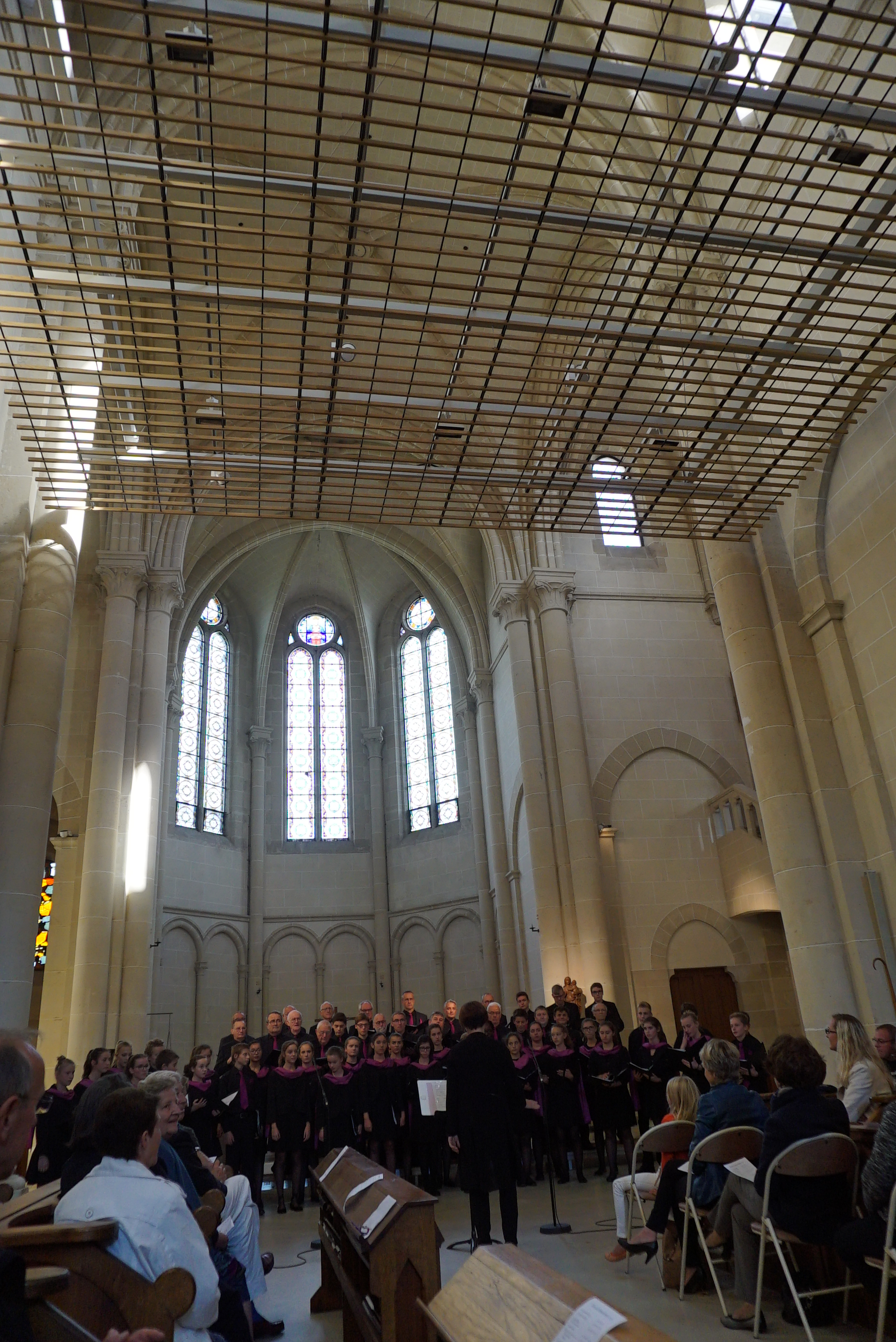
et Maîtrise de Reims,
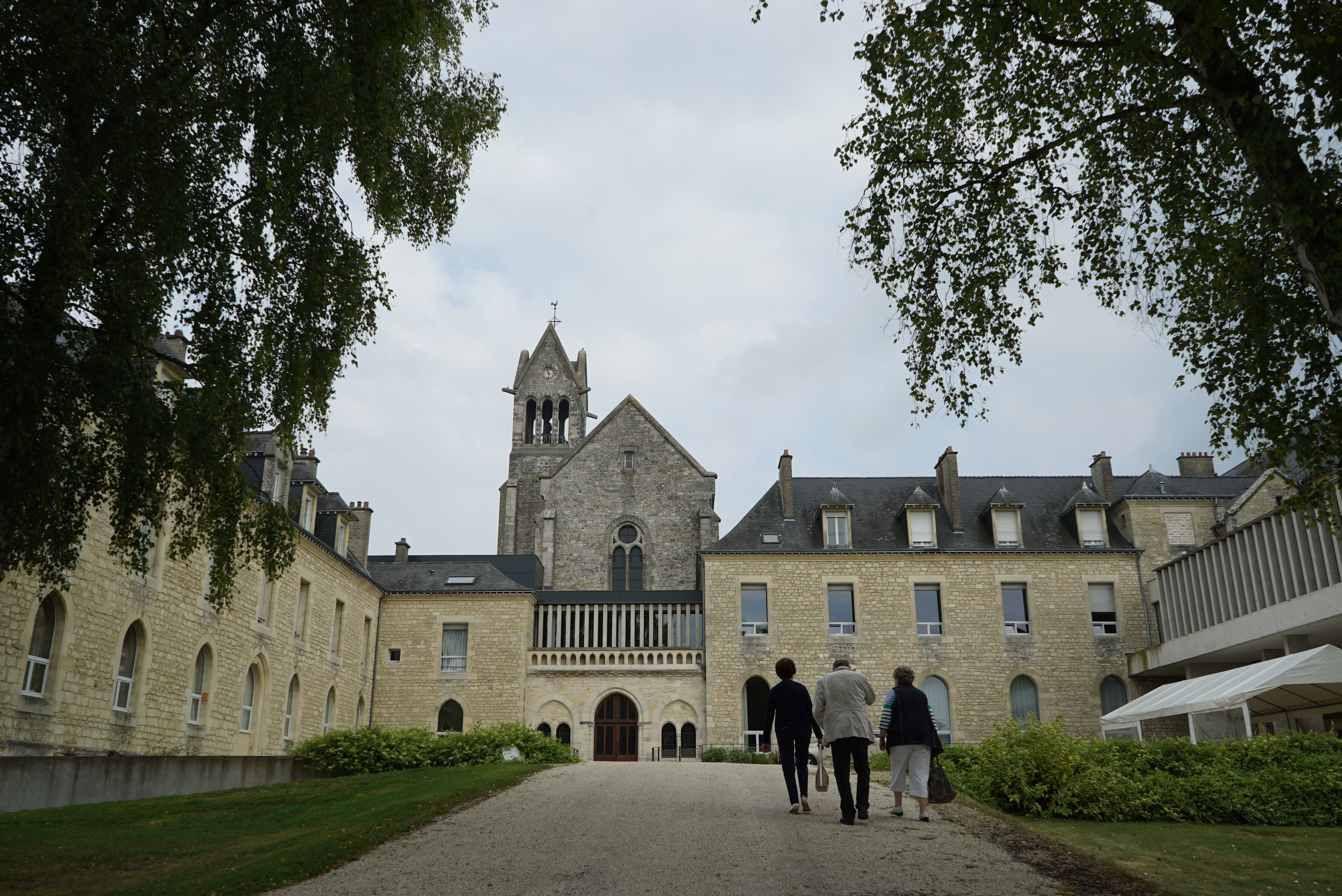
La cour,
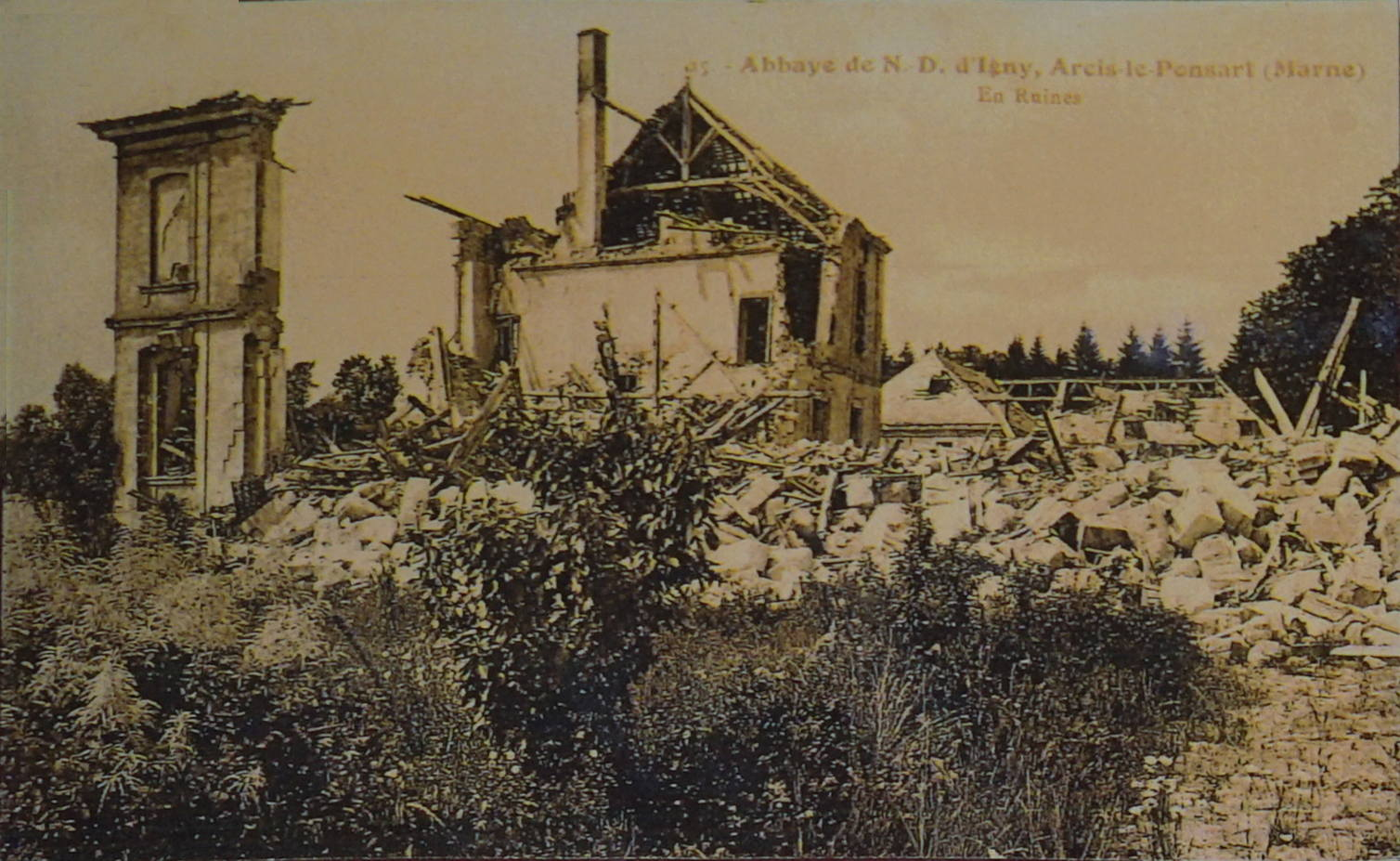
éprouvée par la Première Guerre mondiale .

## Filiation et dépendances
Igny est fille de l'abbaye de Clairvaux et mère de Notre-Dame de Signy la Valroy et Bonnefontaine.

## Les abbés et abbesses
Abbés réguliers
- 1128-1138 : Humbert
- 1138-1157 : Guerric Ier
- 1157-1162 : Geoffroy d'Auxerre
- 1162-1164 : Bernard
- 1164-1169 : Hugues
- 1169-1179 : Pierre Ier Monoculus également appelé Pierre le Borgne
- 1179-1186 : Gérard Ier
- 1186-1189 : Julien  (1)
- 1189-1190 : Videbatius
- 1190-1205 : Julien  (2)
- 1205-1232 : Nicolas Ier
- 1232-1234 : Jean Ier
- 1234-1237 : Gilbert
- 1238-1239 : Anscher
- 1239-1245 : Pierre II de Bar[7]
- 1245-1254 : Thibaud Ier
- 1254-1270 : Pierre III
- 1270-1284 : Gérard II
- 1284-1290 : Jean II de Pontoise
- 1291-1292 : Nicolas II
- 1292-1300 : Alard Ier
- 1301-1307 : Guerric II
- 1307-1327 : Jean III
- 1327-1332 : Pons Ier de Wassigny
- 1333-1345 : Alard II
- 1345-1355 : Jean IV de Cohan
- 1356-13?? : Jean V Oiselet
- 13??-13?? : Pons II
- 13??-13?? : Ogier Ier de Bezannes
- 13??-1378 : Laurent
- 1378-1399 : Guillaume
- 1399-1419 : Jacques
- 1419-1445 : Nicolas III d'Unchair
- 1445-1460 : Thibault de Luxembourg
- 1460-1476 : Jean VI de Montigny
- 1476-1488 : Nicolas IV de Suippes
- 1488-1498 : Ogier II de La Grange
- 1498-1501 : Nicolas V
- 1501-1504 : Jean VII Renauld
- 1504-1506 : Denis
- 1506-1545 : Jean VIII de Scépeaux (dernier abbé régulier)

Abbés commendataires
- 1545-1553 : Louis Ier de Foligny
- 1553-1589 : Louis II de Brezé
- 1589-1625 : Alexandre de La Marck
- 1625-1661 : Louis III de La Marck
- 1661-1709 : Paul Godet des Marais de La Marck
- 1709-1746 : Charles-François des Moustiers de Mérinville
- 1746-1759 : François-Jérôme de Montigny
- 1760-1776 : Justinien de Boffin de Puisigneux
- 1777-1790 : Jean-Charles de Courcy (dernier abbé commendataire)
- 1790-1876 : Suppression

Prieurs et abbés
- 1744 : Pierre Pérignon, prieur
- 1876-1881 : Nivard Fournier, prieur
- 1881-1886 : Augustin Marre, prieur
- 1886-1922 : Augustin Marre, abbé

Abbesses
- 1933-1936 : Marie Ire Alphonse Gastineau
- 1936-1948 : Marie II Lucie Deschamps
- 1948-1951 : Andrée Lavaux  (1)
- 1951-1956 : Lutgarde Lehalle
- 1956-1958 : Andrée Lavaux  (2)
- 1958-1969 : Marie III Aleth Girondelot
- 1970-1999 : Marie IV Aelred Denis
- 1999-2008 : Marie V Rose Flandre
- 2008-2014 : Inès Gravier, administratrice des monastères d'Igny, de la Grâce-Dieu et de Belval
- 2014-présent : Isabelle Valez

## Chocolaterie
Depuis 1961, les moniales trappistines de l’abbaye d’Igny, fabriquent les fameux “gros bouchons d’Igny”, chocolats noirs, de la forme d’un (vrai) bouchon de champagne, et fourrés d’une ganache au chocolat avec de l’alcool.

## Divers
L'écrivain Joris-Karl Huysmans vint à Igny achever sa conversion. Dans son roman En route l'abbaye est décrite sous le nom de N.-D. de l'Atre.